# هيرب جاكسون
هيرب جاكسون (بالإنجليزية: Herb Jackson)‏ هو لاعب كرة قاعدة أمريكي، ولد في 24 سبتمبر 1883 في إلميرا في الولايات المتحدة، وتوفي في 18 مارس 1922 في كارنغي في الولايات المتحدة.

## وصلات خارجية
- هيرب جاكسون على موقعبيزبول رفرنس.كوم (الدوري الرئيسي) (الإنجليزية)